# Skellefteå stadsbibliotek
Skellefteå stadsbibliotek är huvudbiblioteket i Skellefteå kommun.

## Historik

### Sockenbibliotek
Grunden för Skellefteå stadsbibliotek lades 1860 då Skellefteå socken fick sitt sockenbibliotek. Biblioteket tillkom efter att domkapitlet gjort en framställning till sockenstämman. Några pengar till biblioteket var dock inte bönderna villiga att lämna. Genom en gåva på 150 böcker från en grosshandlare Alm i Stockholm kunde dock biblioteket öppna. Detta förändrade dock inte böndernas inställning och inte heller vid sockenstämman 1864 var de villiga att anslå medel till biblioteket.

### Lånebibliotek
År 1880 fattades beslut om det första lånebiblioteket i området, vilket öppnades i den dåvarande folkskolan. Efter att biblioteket förr en "tynande tillvaro" där all utlåning upphörde runt sekelskiftet flyttades biblioteket till dåvarande stadshotellets annex 1905–1906 i samband med att det överläts till Skellefteå folkbildningsförening. Samtidigt anställdes också den första avlönade bibliotekarien, lärarinnan Anna Noring (1873–1962). Västerbottens museum skriver att "Genom hennes oförtrutna arbete rycktes biblioteket upp, så man kan nästan tala om en ny start". Noring var aktiv i Föreningen för kvinnans politiska rösträtt i Skellefteå och hon organiserade kvinnorättsrörelsen från stadsbiblioteket. Hon gav unga kvinnor som besökte biblioteket lämplig litteratur och övertalade dem att i hemlighet gå med i hennes kampanj för kvinnlig rösträtt. Skellefteå museum skriver att det tog sex år av "samhällsomstörtande underjordisk verksamhet, som samordnades från Skellefteå stadsbibliotek" innan det upptäcktes.
Tiden på stadshotellet blev dock kort och 1907–1910 flyttades biblioteket flera gånger. År 1913 övertog Skellefteå församling biblioteket. Biblioteket flyttades 1935 till nuvarande Kanalskolan.

### Skellefteå stadsbibliotek
År 1937 fick biblioteket namnet Skellefteå stadsbibliotek och ett av kommunfullmäktige fastställt reglemente. År 1942 flyttades biblioteket till Storgatan 38, i kvarteret Korpen. 10 år senare gick bibliotekarien Gustaf Renhorn i pension efter 36 år. I och med detta anställdes också den första bibliotekarien på heltid. År 1956 flyttades biblioteket till Viktoriagatan 5, i kvarteret Pantern.

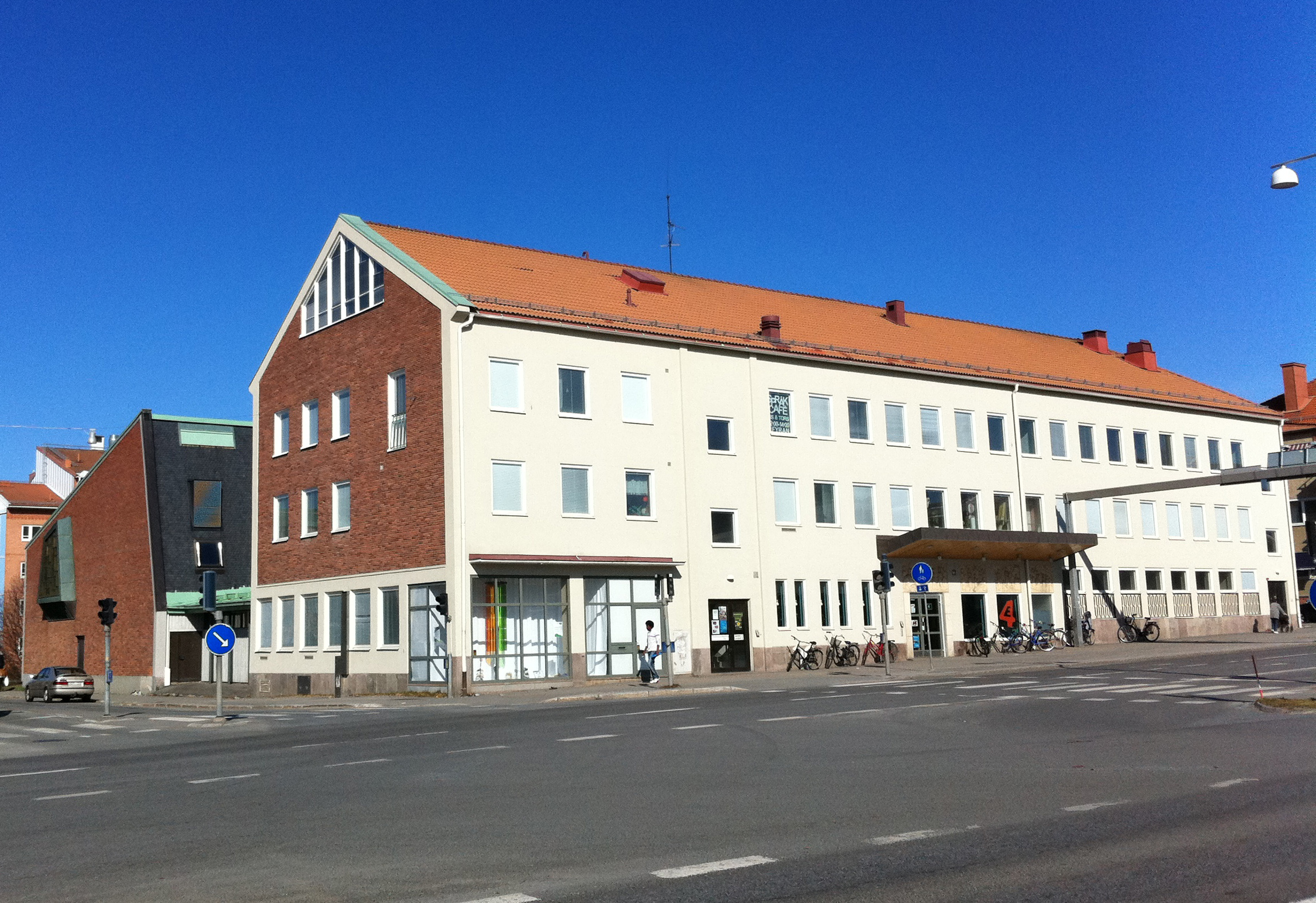
Gamla Folkets Hus och Pan-salen. Huset uppfördes som Folkets Hus, stadsbibliotek, samlingslokal och kontor. Östra delen byggdes för stadsbiblioteket, som låg här till 1995.

Genom kommunsammanslagningarna 1967–1971 blev Skellefteå stadsbibliotek huvudbiblioteket för sju tidigare kommuner; Burträsks landskommun, Lövångers landskommun, Bureå landskommun, Skellefteå stad, Skellefteå landskommun, Byske landskommun och Jörns landskommun. År 1972 hade stadsbiblioteket en filial. Tillsammans hade dessa 60 000 band.
I mitten på 1970-talet var stadsbiblioteket i Skellefteå, tillsammans med Umeå stadsbibliotek, de enda biblioteken i Västerbotten med anställda barnbibliotekarier. Tidigt arbetade man med utvidgad samhällsinformation och för detta utsågs biblioteket till Året bibliotek 1989. Motiveringen löd:
| ” | ”I Skellefteå har alla kommunens invånare inte bara rätt till utan också tillgång till samma biblioteksservice och biblioteket har i många avseenden varit en föregångare för svenska folkbibliotek. Man har under många år byggt upp en mycket bra verksamhet, som sätter låntagaren i centrum och vilar på stor självstän-dighet för de olika delarna i verksamheten. Man har en klar målsättning för sitt arbete och arbetar mycket metodiskt för att utveckla biblioteksservicen. | „ |

In- och utlåningsrutinerna datoriserades 1991 genom användning av systemet BIPS. Detta finansierades med medel från Statens kulturråd, Västerbottens läns landsting och Skellefteå kommun.
År 1995 var det återigen dags att flytta verksamheten, då till Expolaris, Kanalgatan 73, i kvarteret Sirius. Där disponerade biblioteket 2 300 kvadratmeter, inklusive scenyta och kafé. En tillbyggnad ledde till att kontor tillkom ovanpå biblioteket 2005.

### Covid-19-pandemin
Covid-19-pandemin 2020 ledde till anpassningar, som exempel kan nämnas att en "Take Away"-tjänst lanserades och att budgeten för digitala resurser dubblerades. Samma år tilldelade Kulturrådet 1 015 000 kronor till biblioteken i Skellefteå varav 500 000 skulle läggas på projektet utrymme för ungdomar. Gruppen var särskilt prioriterad inför flytten till Sara kulturhus.

### Sara kulturhus
Sedan 2021 är Skellefteå stadsbibliotek inrymt i Sara kulturhus. I den nya lokalen på kulturhuset finns ett särskilt rum avsatt för författare från Västerbotten. Flytten innebar att ytan minskade till 1 400  kvadratmeter, exklusive scen och kafé. Antalet böcker fick också minskas med 25 procent. Öppettiderna utökades dock. Flytten innebar också att biblioteket på Morö Backe fick stänga för att finansiera stadsbibliotekets nya lokaler.
Industriboomen i norr gav effekter även på stadsbiblioteket och i Skellefteå kommuns Biblioteksplan 2023 framgick att "kommunens utbud behöver tilltala en alltmer versifierad grupp. [...] I detta ska biblioteken vara modiga, arbeta användarorienterat [...] och prova nytt". Vidare fick biblioteket bland annat i uppdrag att arbeta uppsökande, stärka arbetet med konstformerna utöver litteraturen och att göra särskilda insatser i syfte att lyfta Västerbottenslitteraturen.